# Aston Martin Vantage (2005)
Die hier dargestellte Generation der Sportwagen-Modellreihe Aston Martin Vantage des britischen Automobilherstellers Aston Martin wurde von 2005 bis 2017 hergestellt.

## Fahrzeughistorie
Der Aston Martin Vantage wurde 2005 vorgestellt und rundet die Modellpalette von Aston Martin nach unten ab. Er ist der letzte Entwurf für Aston Martin aus der Hand von Henrik Fisker und wurde als Sportwagen im 100.000-Euro-Segment in Konkurrenz zum Porsche 997, Ferrari 430 und Lamborghini Gallardo entwickelt.

## Serienmodelle

### V8 Vantage

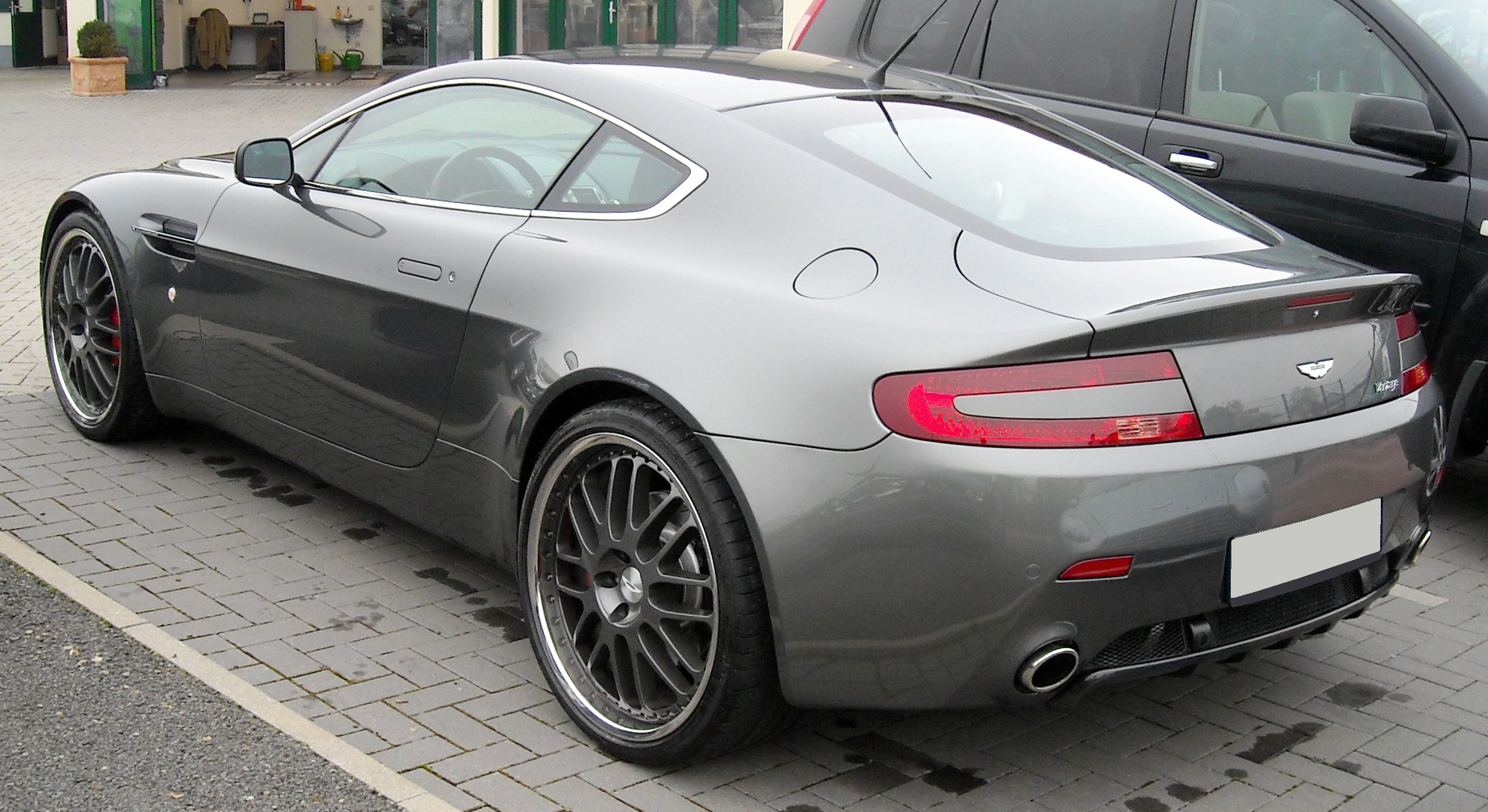
Heckansicht

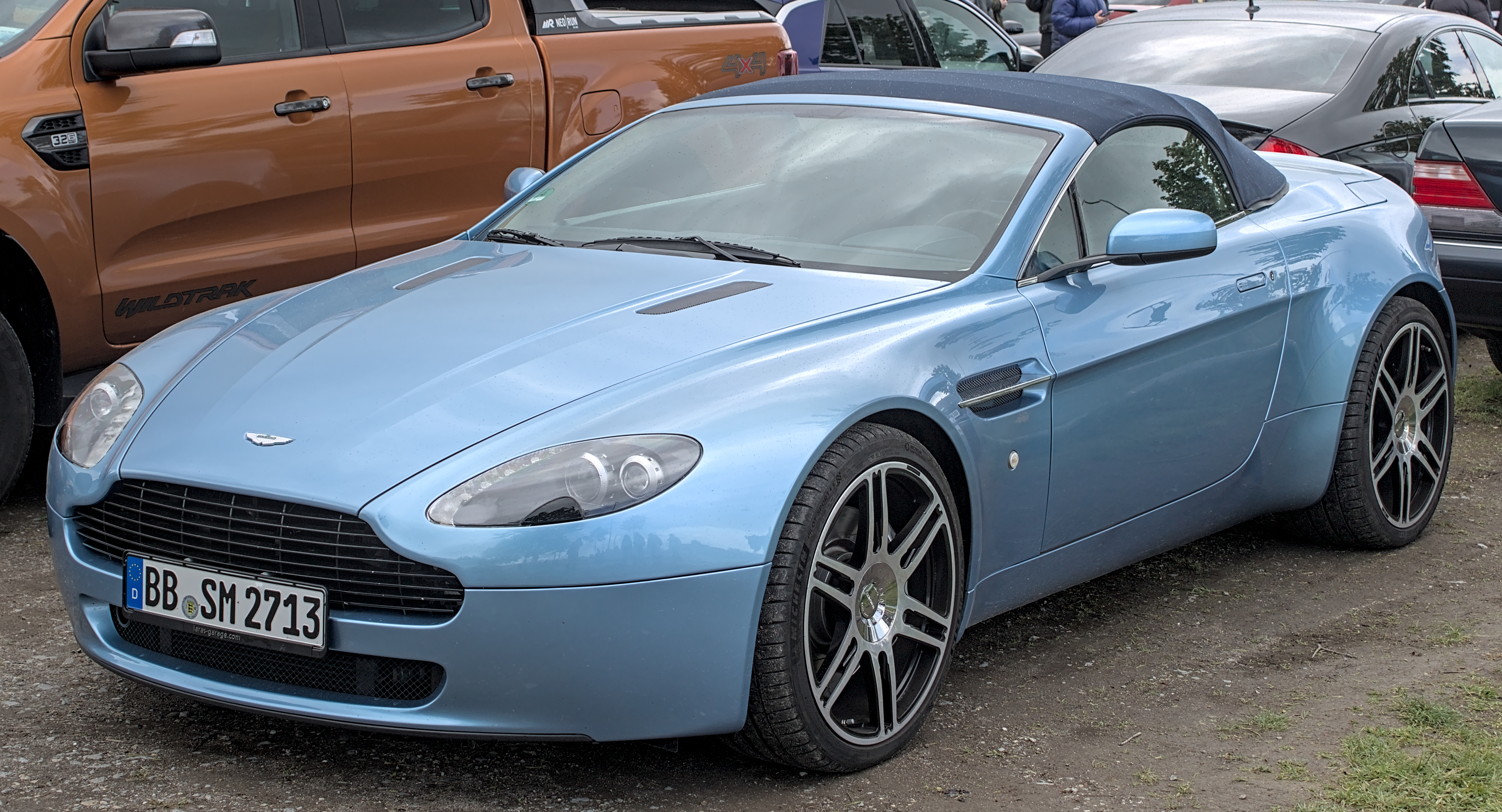
Aston Martin V8 Vantage Roadster (2007–2008)

Der V8 Vantage ist das Basismodell der Vantage-Baureihe und ist das 2005 vorgestellte Serienmodell des Aston Martin AMV8 Vantage Concept, der Roadster folgte 2007. Alle Vantage-Modelle bauen auf der internen VH-Plattform auf, die bei beinahe allen Modellen vom V12 Vanquish bis zum DB10 verwendet wurde. Der 4,3-Liter-V8 basiert auf dem AJ-V8-Motor von Jaguar, der für Aston Martin komplett überarbeitet wurde und im V8 Vantage 283 kW (385 PS) leistet. Dieser beschleunigt sowohl Coupé als auch Roadster in 5,0 Sekunden von 0 auf 100 km/h, die Höchstgeschwindigkeit beträgt bei beiden Versionen 280 km/h.

### V8 Vantage S
Im Jahr 2011 wurde eine leistungsgesteigerte Version des V8 Vantage vorgestellt. Äußerlich ist der V8 Vantage S unter anderem durch geänderte Front- und Heckschürzen und Seitenschweller sowie beim Coupé an der höher gezogenen Heckklappenkante zu erkennen. Technisch wurde die Leistung des 4,7-Liter-V8 auf 321 kW (436 PS) erhöht. Coupé und Roadster erreichen vom Stand aus 100 km/h in 4,6 Sekunden, die Höchstgeschwindigkeit beträgt 305 km/h.

### V12 Vantage

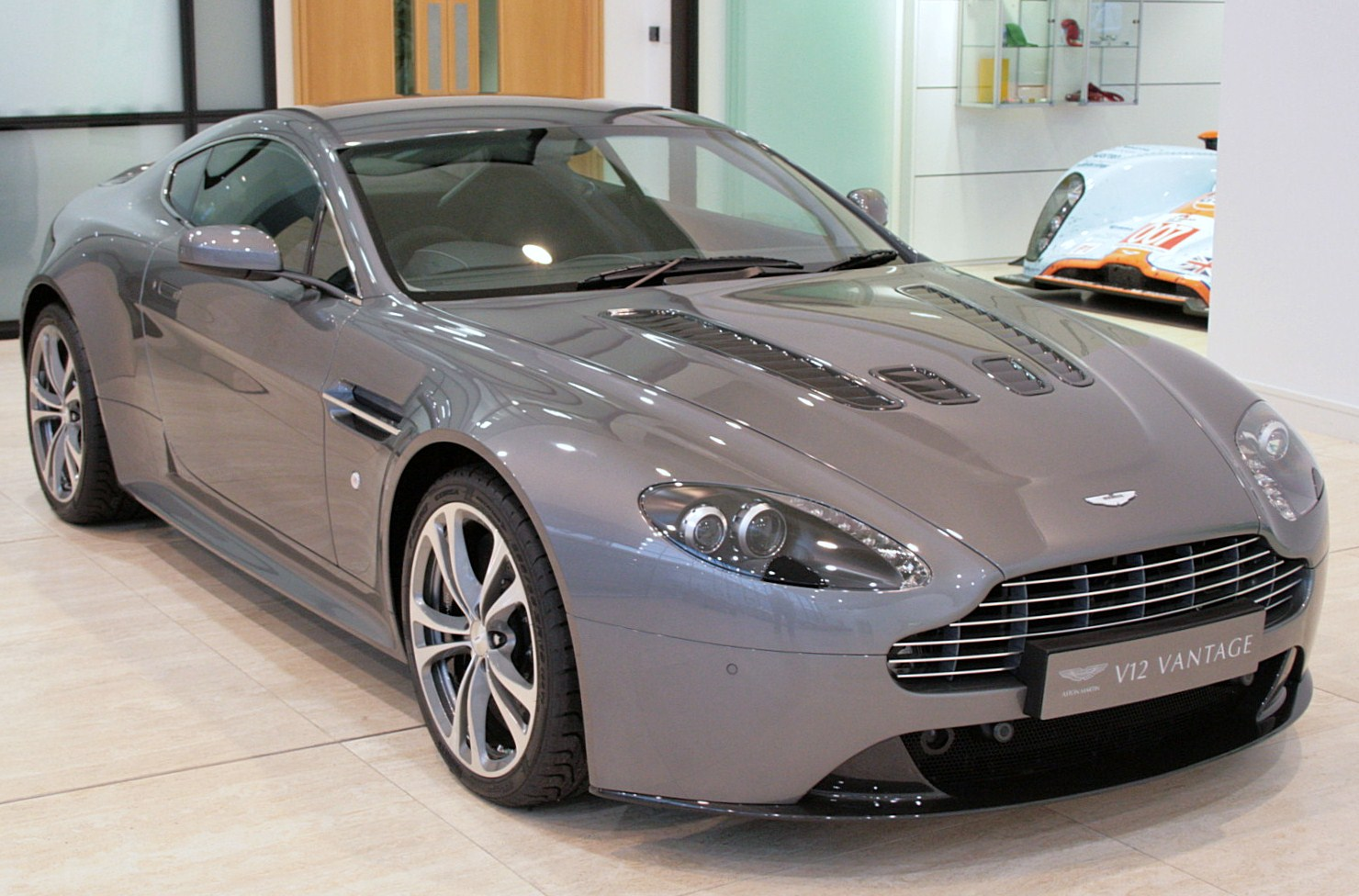
Aston Martin V12 Vantage Coupé (2009–2013)

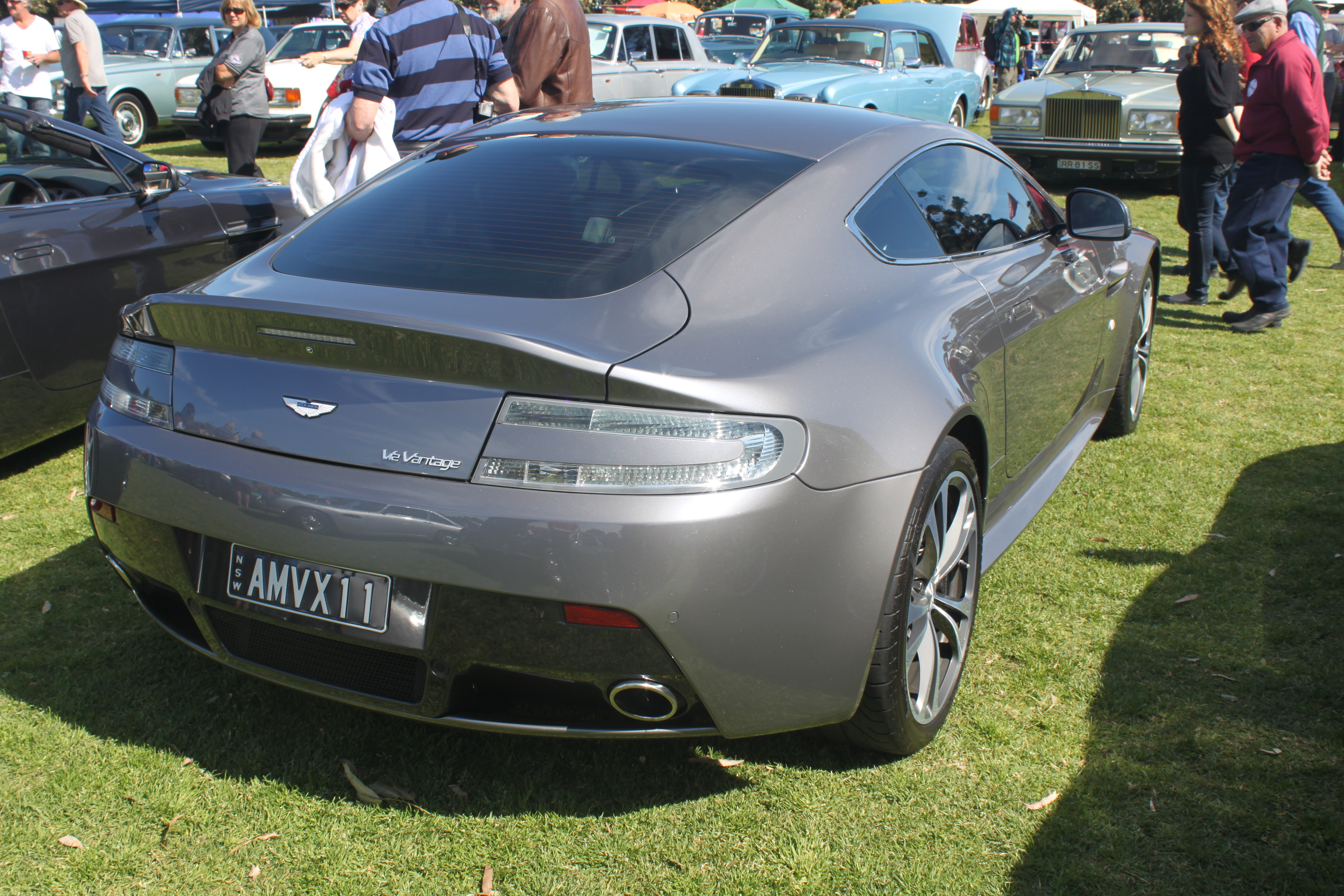
Heckansicht

Am 11. Dezember 2007 wurde das Aston Martin V12 Vantage RS Concept in Gaydon der Öffentlichkeit präsentiert, das Serienmodell 2009 am Markt eingeführt. Der V12 Vantage basiert auf dem V8 Vantage Coupé. Der Motor leistet bis zu 380 kW (517 PS) bei 6500/min und hat ein maximales Drehmoment von 570 Nm bei 5750/min. Das 6-Gang-Schaltgetriebe liegt an der Hinterachse mit einem Kardangehäuse aus Aluminium und einer Antriebswelle aus kohlenstofffaserverstärktem Kunststoff. Die Karosserie besteht aus einer Aluminiumstruktur mit verschiedenen Magnesiumlegierungen, Verbundstoffen und Stahl. Die Gesamtfertigungszeit gibt Aston Martin mit 220 Stunden an. Äußerlich ist der V12 vom V8 neben den Lufthutzen in der Motorhaube durch stärker ausgeprägte Front- und Heckdiffusor zu unterscheiden. Die Fertigung des V12 Vantage wurde 2013 zugunsten des V12 Vantage S eingestellt.

### V12 Vantage S
2013 wurde eine leistungsgesteigerte Version des V12 Vantage vorgestellt. Der 5,9-Liter-V12 leistet nun 421 kW (573 PS) und die Beschleunigung erfolgt in 3,7 Sekunden (Coupé) bzw. 3,9 Sekunden (Roadster) von 0 auf 100 km/h, die Höchstgeschwindigkeit liegt bei 330 km/h (Coupé) bzw. 323 km/h (Roadster). Des Weiteren fand eine Gewichtsreduktion von 1680 Kilogramm auf 1665 Kilogramm statt. Wie auch der V8 Vantage S unterscheidet sich der V12 Vantage S lediglich durch das S-Emblem. Der Roadster folgte im Jahr 2014.

## Sondermodelle

### V8 Vantage N400
Das erste Sondermodell wurde 2007 nach dem Erfolg des V8 Vantage N24 aufgelegt. Die Leistung wurde im Vergleich zum Basismodell um 15 auf 298 kW (405 PS) gesteigert. Die Armlehne im Innenraum wurde mit der Karte der Nordschleife bestickt. 480 Exemplare wurden ausgeliefert, die Hälfte davon als Roadster.

### V8 Vantage N420 und V8 Vantage 430

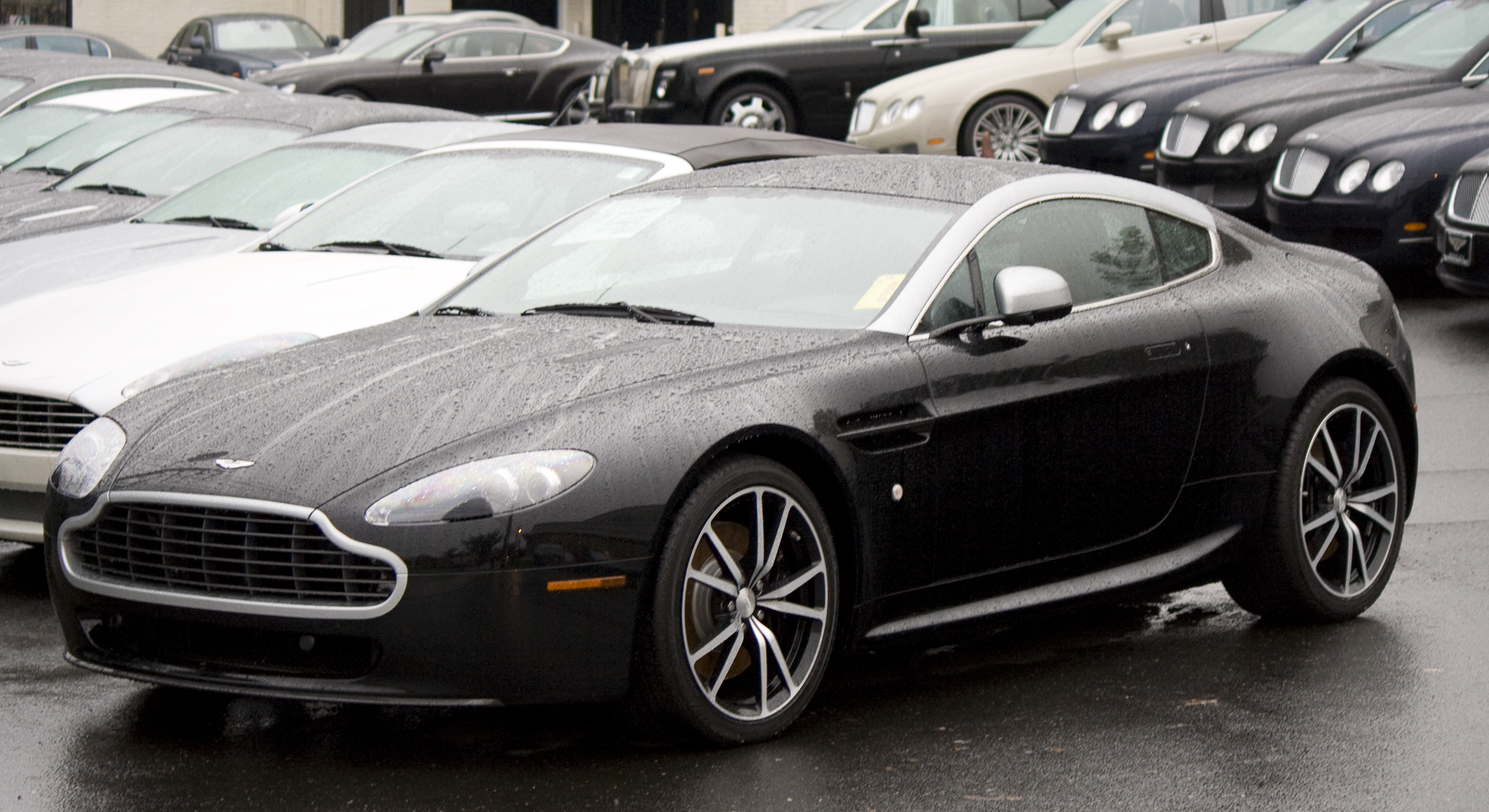
Aston Martin V8 Vantage N420 (2010)

Die Sondermodelle N420 und N430 wurden als Nachfolger des N400 auf Basis des facegelifteten V8 Vantage (2010) bzw. V8 Vantage S (2014) angeboten. Sie verfügen über erweiterte Ausstattung und ein leicht geändertes Aussehen gegenüber dem jeweiligen Grundmodell, werden jedoch mit identischem Motor ausgeliefert. Das N steht dabei für das Testcenter am Nürburgring bzw. der Nordschleife. Die Zahlen 420 und 430 geben die jeweilige Leistung in bhp (British Horsepower) an. Der N420 ist im Gegensatz zum N430 limitiert. Vom N420 wurden 420 Fahrzeuge produziert und an Kunden ausgeliefert. Der N430 war eine nicht limitierte Sonderedition die in deutlich größerer Stückzahl produziert wurde.

### V8 Vantage SP10

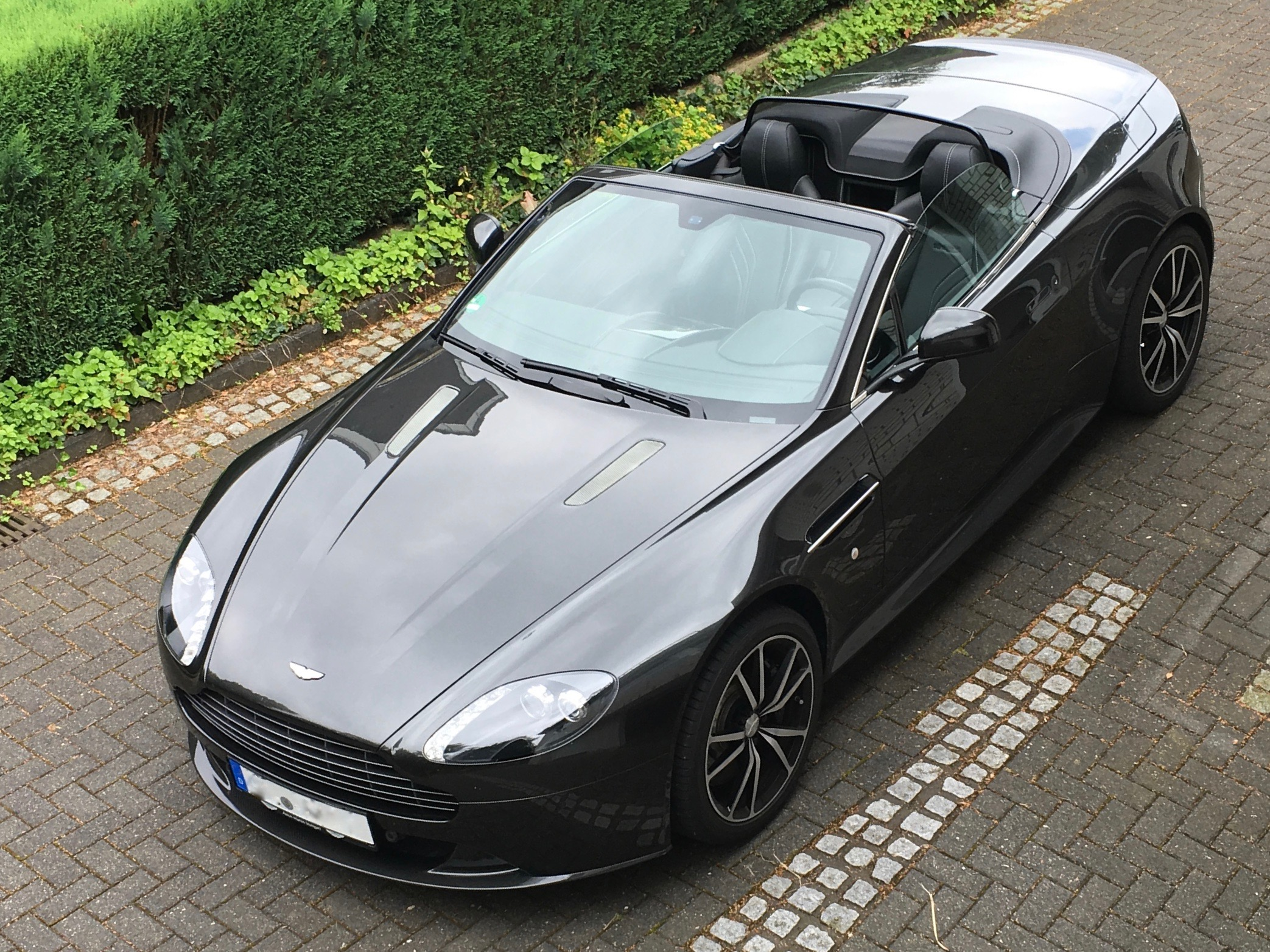
Aston Martin V8 Vantage SP10 Roadster (2013)

Auf Basis des V8 Vantage S brachte Aston Martin 2013 ein Sondermodell heraus, das den Erfolg der Klasse SP10 in der VLN-Serie würdigt. Optisch ist der V8 Vantage SP10 an der Optik der V12-Vantage-Modelle zu erkennen. Der SP10 ist in der Sonderfarbe Ceramic Grey Metallic lackiert und verfügt über eigens angefertigte schwarze 19-Zoll-Räder. Gebaut wurde er in geringer Stückzahl für den zentraleuropäischen Markt.

### Vantage GT12

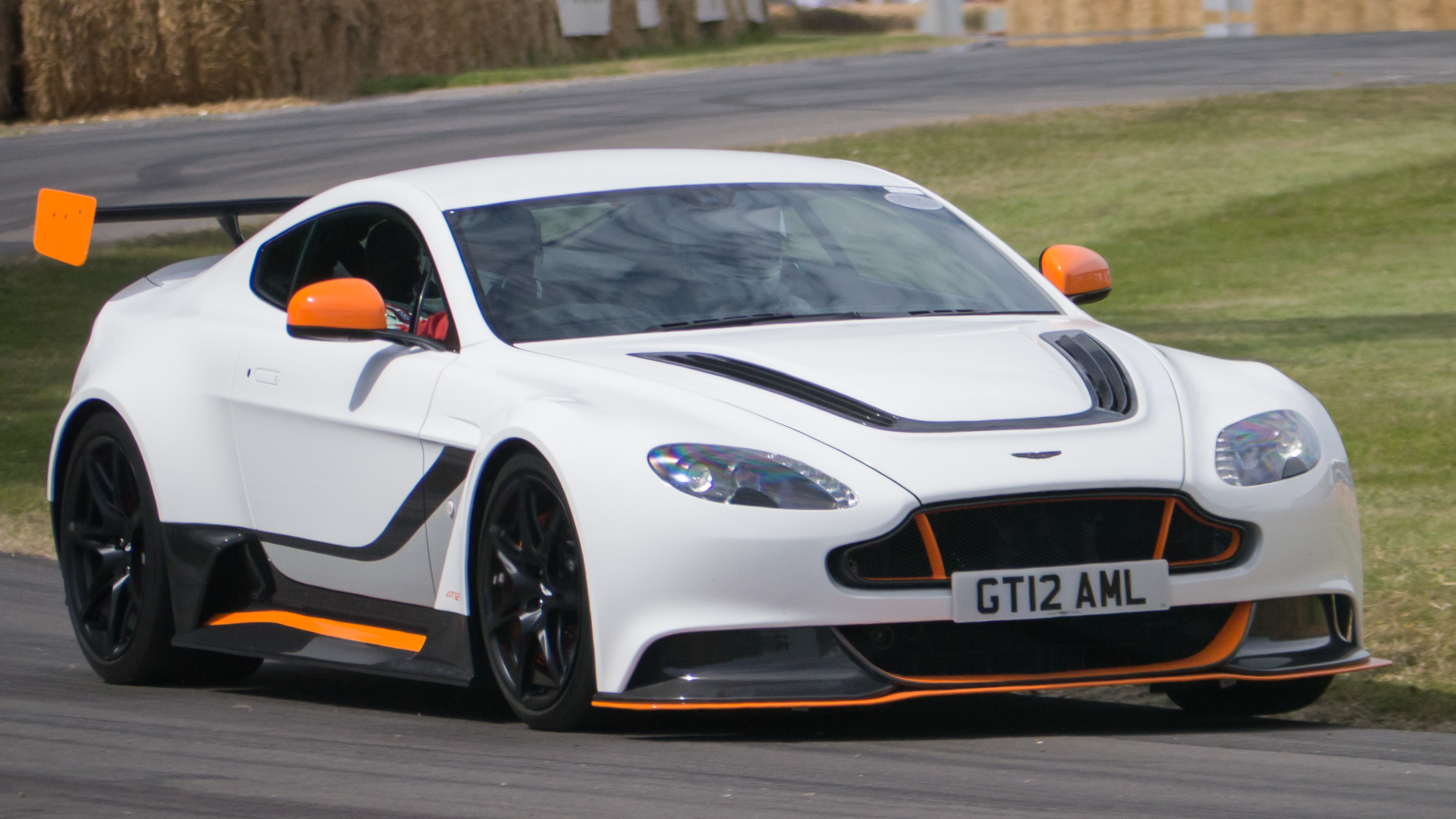
Aston Martin Vantage GT12 (seit 2015)

Unter dem Namen Vantage GT12 wurde 2015 eine Straßenversion des Vantage GT3 vorgestellt. Technisch wurde die Leistung des 5,9-Liter-V12 auf nun 441 kW (600 PS) gesteigert und die Spurweite wurde verbreitert. Zudem besitzt er ein Aerodynamik-Paket mit größerem Frontsplitter und Heckflügel. Im Innenraum wird viel Karbon verbaut, um das Gewicht zu reduzieren. Der Vantage GT12 ist auf 100 Exemplare limitiert.

### Vantage GT8
2016 wurde ein Sondermodell des V8 Vantage in Anlehnung an den V8 Vantage GTE präsentiert. Der 4,7-Liter-V8 leistet nun 328 kW (446 PS). Außerdem gibt es wie beim GT12 ein Aerodynamik-Paket bestehend aus breiterer Spur und größerem Frontsplitter und Heckflügel. Der Vantage GT8 ist auf 150 Exemplare limitiert.

### V8 und V12 Vantage S Red Bull Racing Edition
Ende Februar 2017 stellte Aston Martin die Red Bull Racing Edition auf Basis des V8 Vantage S und V12 Vantage S vor. Diese beinhaltet zwei Blau- und eine Silberlackierung, Karbonanbauteile sowie rote und gelbe Akzente auf Bremsklötzen und Lufteinlässen. Im Innenraum werden ebenfalls Karbonteile verbaut und Red-Bull-Racing-Schriftzüge in die Kopfstützen eingenäht. Optional können Plaketten mit den Unterschriften von Daniel Ricciardo oder Max Verstappen verbaut werden.

### Vantage AMR Pro

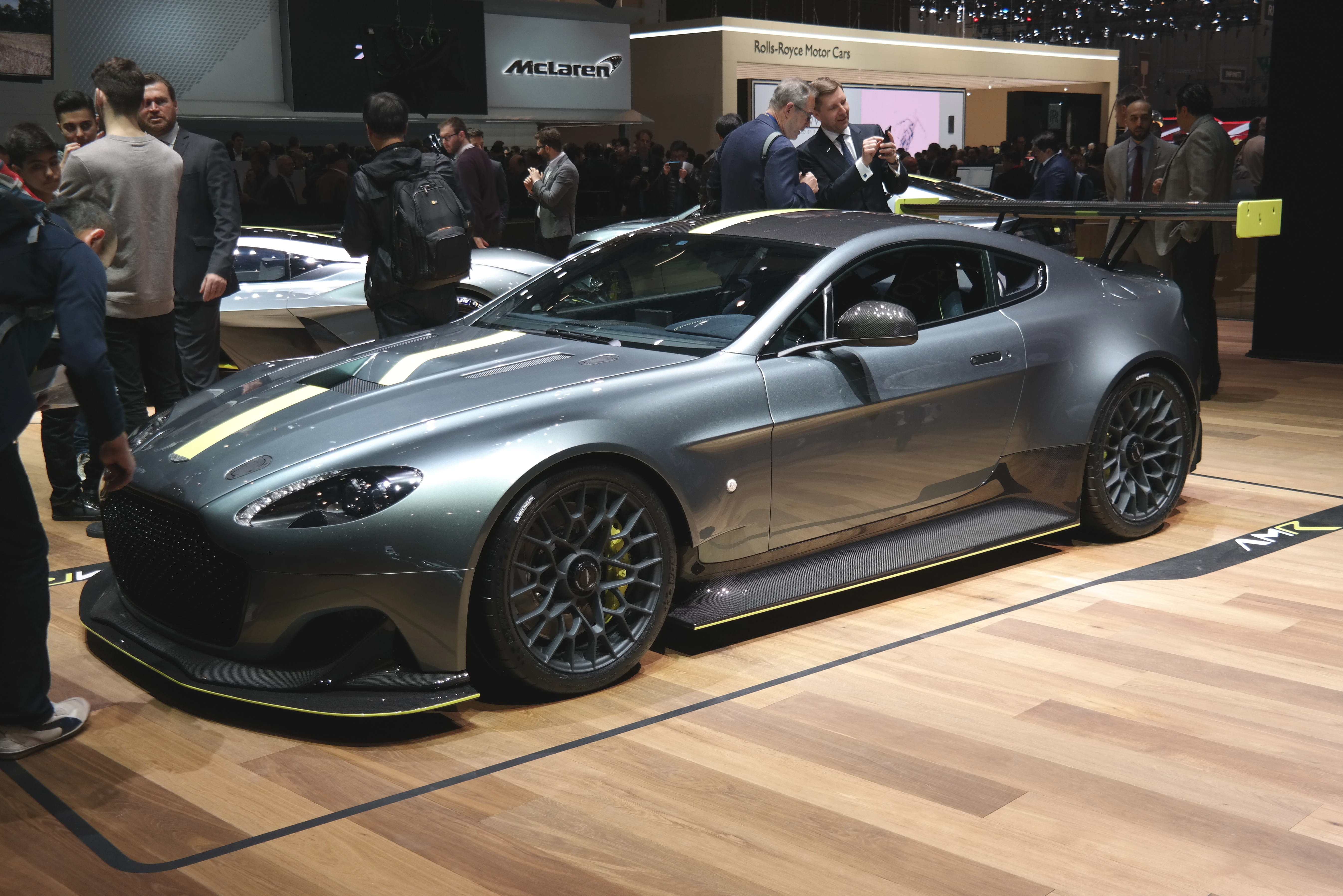
Aston Martin Vantage AMR Pro (seit 2017)

Auf dem Genfer Auto-Salon 2017 wurde der Vantage AMR Pro vorgestellt. Dieser ist ein Rennwagen ohne Straßenzulassung und wird in Zusammenarbeit mit Aston Martin Racing (AMR) gebaut. Der V8 aus dem Vantage GT4 leistet hier 373 kW (507 PS). Äußerlich nimmt er Elemente aus dem V8 Vantage GTE auf, besitzt aber einen neuen Front- und Heckdiffusor sowie einen neuen Kühlergrill, der dem des Rapide S ähnelt. Der Vantage AMR Pro ist auf sieben Exemplare limitiert.

### Vantage AMR
Mitte Juni 2017 stellte Aston Martin den Vantage als V8 AMR und V12 AMR vor. Diese werden in Zusammenarbeit mit Aston Martin Racing (AMR) gebaut. Ihre Stückzahl ist auf 300 Exemplare limitiert.

## Modellpflege

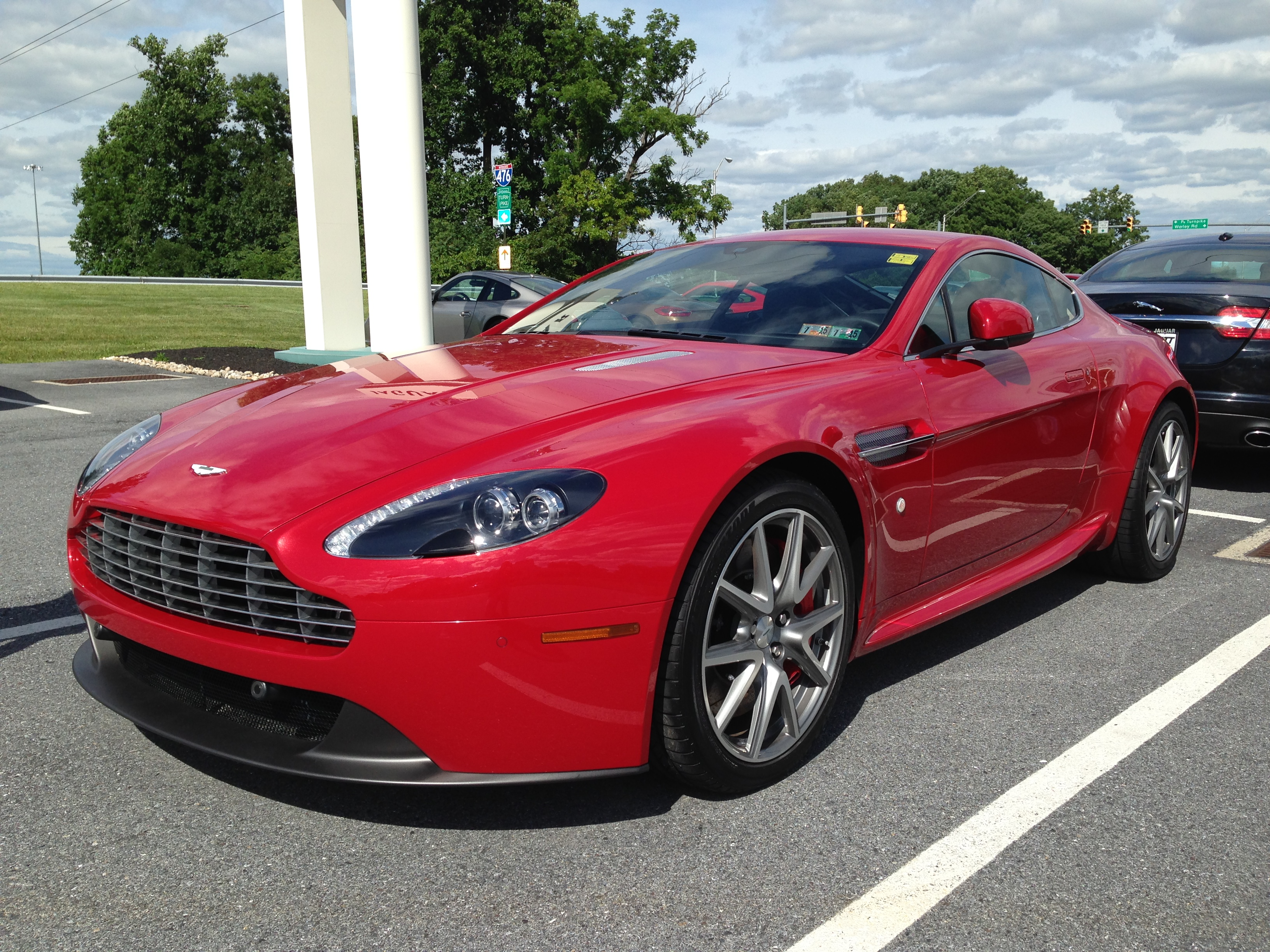
Aston Martin V8 Vantage Coupé (seit 2008)

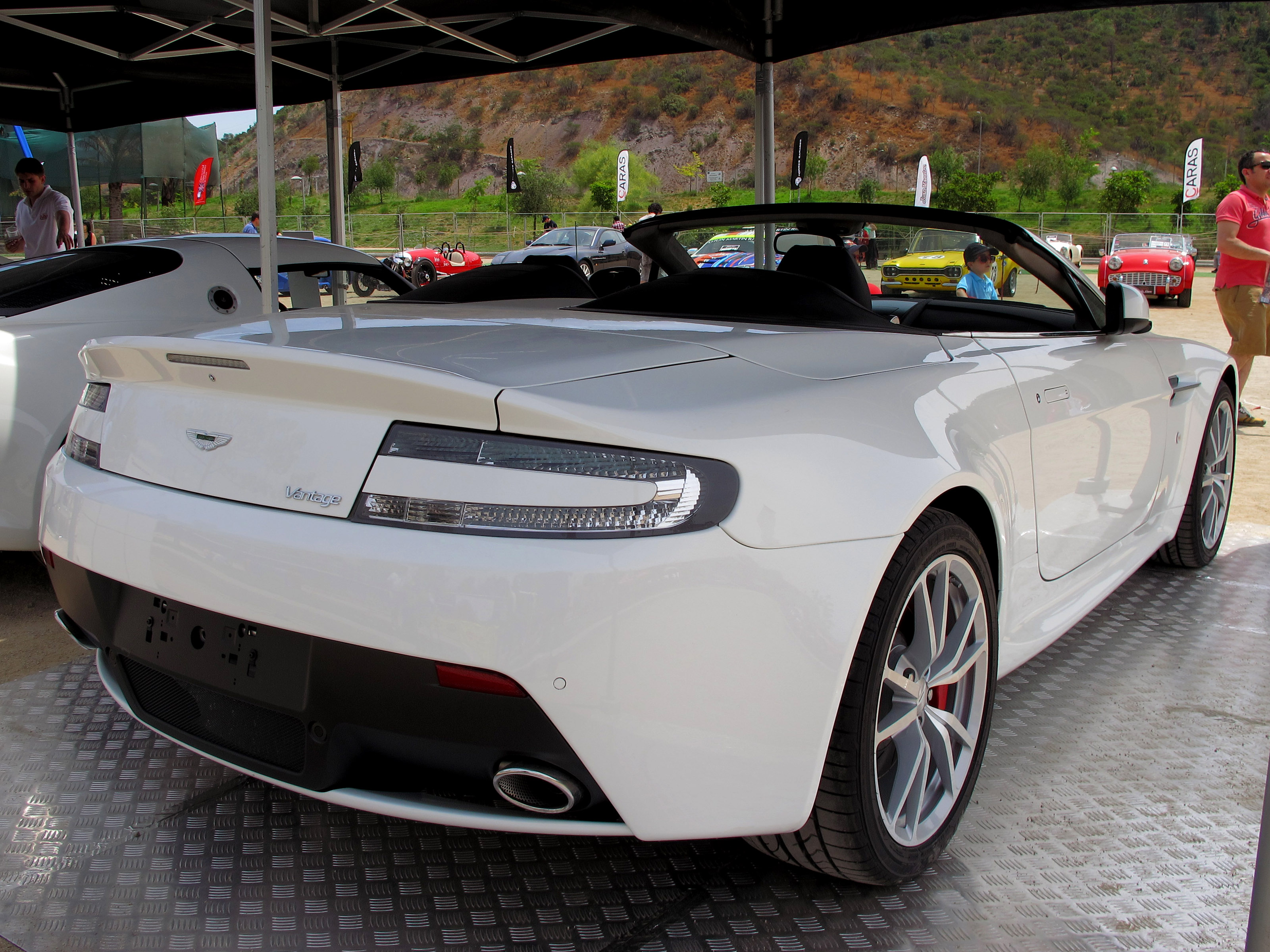
Heckansicht des Roadsters

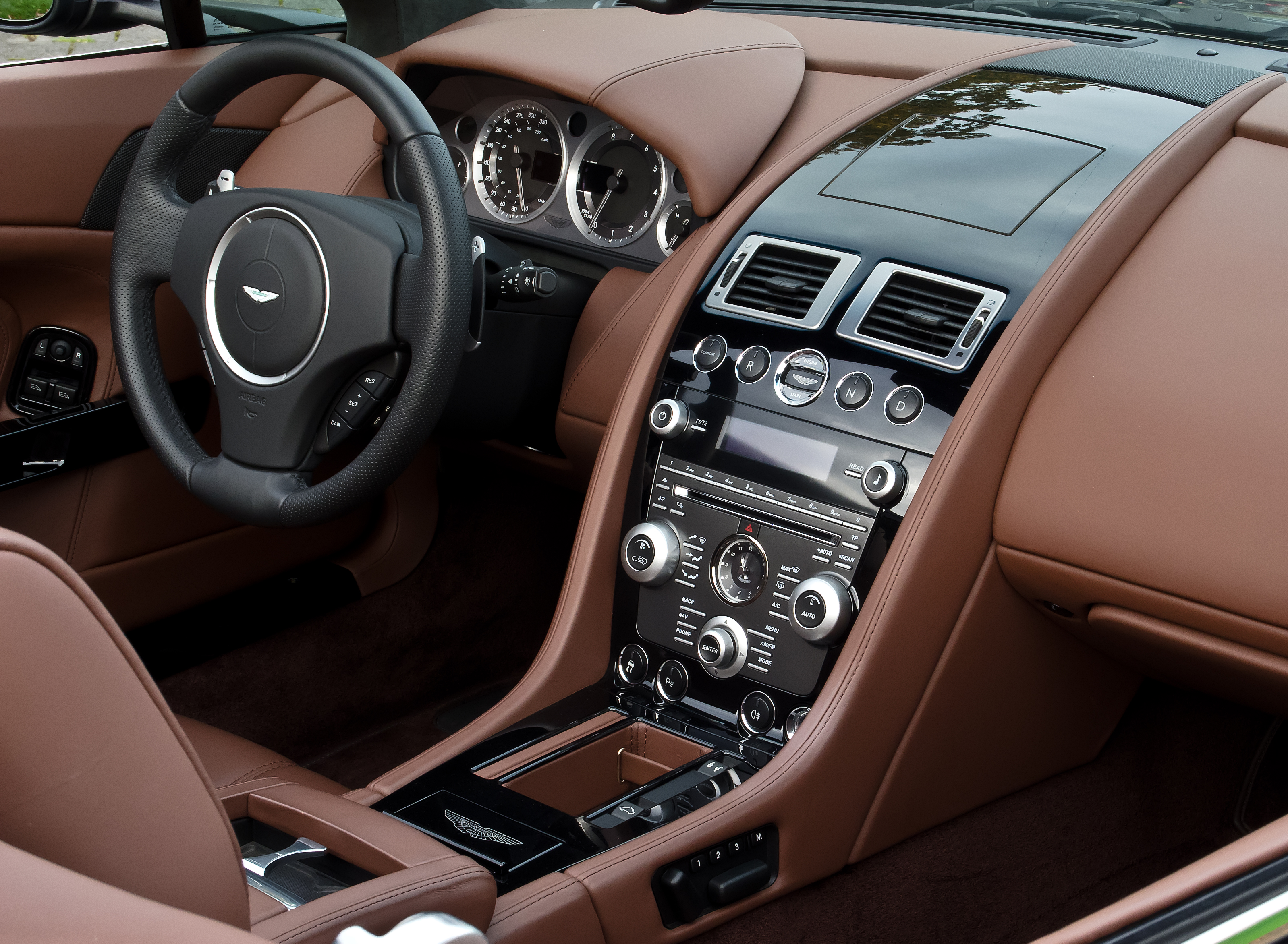
Innenraum

Im dritten Quartal 2008 kam nach drei Jahren Bauzeit eine vor allem technisch überarbeitete Version des V8 Vantage mit einem überarbeiteten V8-Motor auf den Markt. Der 4,7-Liter-Motor mit 313 kW (426 PS) ersetzt den bisherigen 4,3-Liter-V8 mit 283 kW (385 PS). Er verfügt über ein Drehmoment von 470 Nm bei 5750/min, beschleunigt in 4,8 Sekunden von 0 auf 100 km/h und erreicht eine Höchstgeschwindigkeit von 288 km/h. Damit ist er 0,2 Sekunden beziehungsweise 8 km/h schneller als das Vorgängermodell. Der Verbrauch sinkt um 4 Liter auf 13,2 l pro 100 km. Zusammen mit der Vergrößerung des Tanks entsteht dadurch eine größere Reichweite. Weiterhin wurde das Automatikgetriebe überarbeitet. Modifiziert wurden ebenso die Lenkung und das Bilstein-Fahrwerk mit neuen Federn.
Ein neues Sportpaket beinhaltet geschmiedete Fünf-Speichen-Leichtmetallräder, straffere Stoßdämpfer und modifizierte Federn sowie für das Coupé neue hintere Stabilisatoren. Äußerliche Veränderungen betreffen lediglich die Räder, diese sind nun serienmäßig im 19-Zoll-Format und verfügen über 20 Speichen, und die neu gestalteten Front- und Heckdiffusoren. Im Interieur gab es eine überarbeitete Mittelkonsole, ein Festplatten-Navigationssystem und einen Anschluss für MP3-Player. Der herkömmliche Fahrzeugschlüssel wurde durch die sogenannte Emotional Control Unit (ECU) aus Glas, poliertem Edelstahl und Polycarbonat ersetzt. Dieses Modul wird in eine spezielle Öffnung geschoben und der Motor per Knopfdruck gestartet.
Über die Jahre hinweg wurden auch kleinere Auffrischungen unternommen. So erhielten alle Vantage-Modelle im Jahr 2015 das Infotainmentsystem AMi II sowie im Jahr 2016 das Infotainmentsystem AMi III und ein neues 7-Gang-Schaltgetriebe für den V12 Vantage S.

## Motorsport

### N24 und GT4

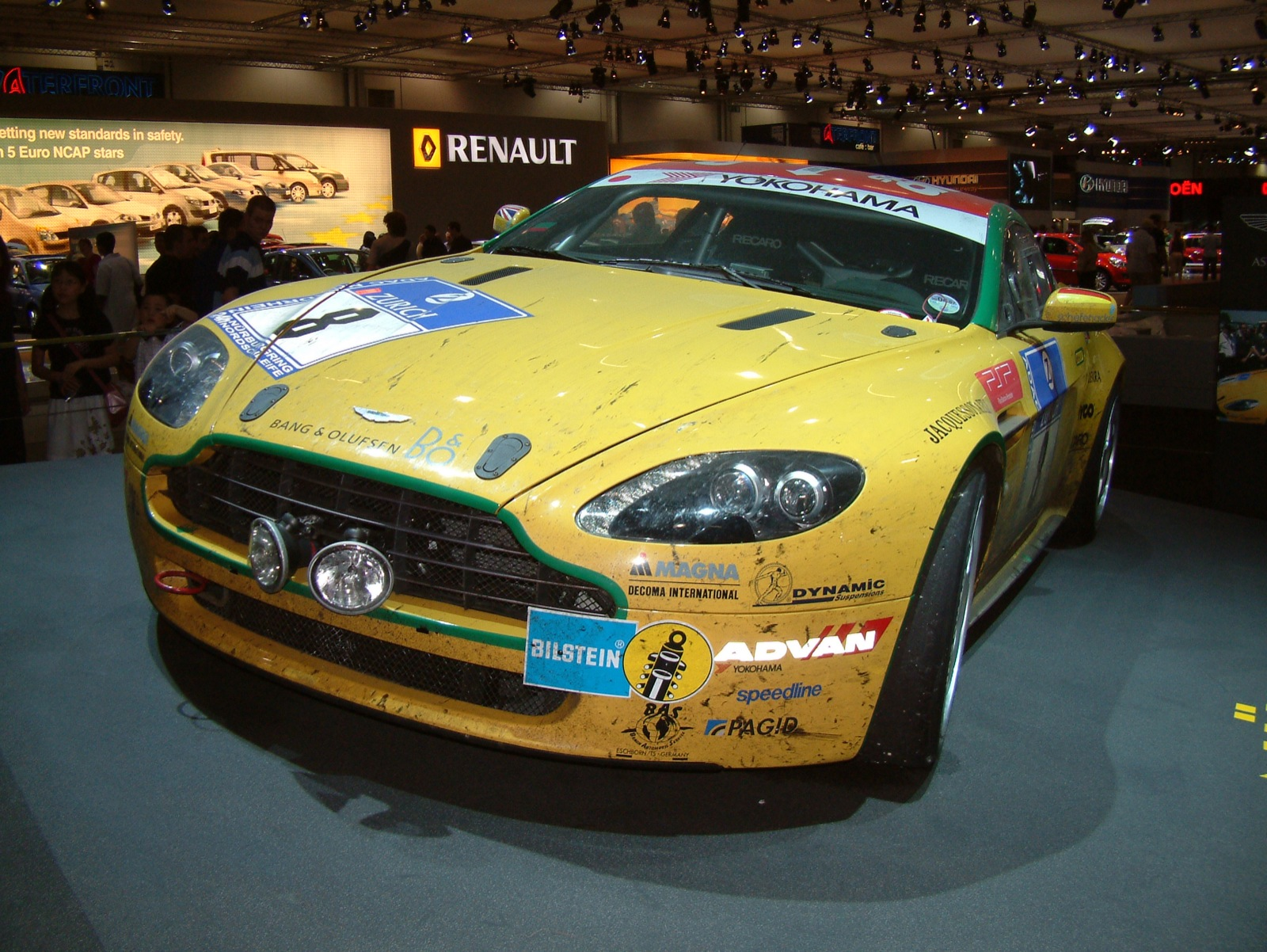
Aston Martin V8 Vantage N24

Renndebüt des 2006 vorgestellten V8 Vantage N24 mit 4,3-Liter-V8-Motor war beim 24-Stunden-Rennen auf dem Nürburgring. Der ehemalige CEO Ulrich Bez, der leitende Ingenieur Chris Porritt, Wolfgang Schuhbauer und Horst von Saurma-Jeltsch beendeten den Lauf auf dem vierten Platz in der Klasse. 2007 wurde für den vom SRO ausgetragene GT4 Europacup eine spezielle Rennsportversion des Vantage gefertigt und bei den Vortests auf dem Autodromo Nazionale Monza vom Chris Porritt pilotiert. Bei den folgenden beiden Meisterschaftsläufen beendeten Porritt und sein Teamkollege Jacob Nellermann die Rennen jeweils auf dem Podium. Nellermann konnte zudem einen Sieg beim Auftaktrennen in Silverstone einfahren. Danach wurden die Fahrzeuge an Kundenteams veräußert. Diese konnten jedoch zunächst nicht an die Leistungen des Werksteams anknüpfen.
Per Einzelbetriebserlaubnis erlangten später einige N24-Exemplare die Straßenzulassung.
Neben dem Prototyp „Rose“ wurden in der Abteilung Special Vehicle Operations in Gaydon weitere 14 Fahrzeuge mit den Chassisnummern AMLVANTAGEN240001 bis AMLVANTAGEN240015 (mit Ausnahme von Nummer 13) bei Aston Martin selbst gebaut. Ursprünglich waren jedoch 24 Fahrzeuge anlässlich des 24-Stunden-Rennens auf dem Nürburgring und des dortigen Erfolgs von Aston Martin in den 50er Jahren geplant. Aus den noch vorhandenen neun Fahrzeugkomponenten entstanden dann weitere 39 Exemplare des N24 mit dem Chassiscode „S“ für Sportshift-Schaltung sowie „M“ für die manuelle Schaltung beim mittlerweile für den Rennsport bei Aston Martin verpflichteten Unternehmen Prosport Racing aus modifizierten Serienfahrzeugen.
Trotz der Erfolglosigkeit der Kundenteams wurden vor der Saison 2008 weitere Fahrzeuge verkauft und neben dem Europacup, diversen nationalen Rennserien wie der britischen, spanischen und belgischen GT-Meisterschaft auch in einem eigens dafür ausgetragenen Markenpokal in Asien eingesetzt. Dabei erzielte der Wagen in den GT4-Serien beim Team Jetalliance, SpeedLover und Beechdean Motorsport mehrere Klassensiege, konnten am Jahresende aber keine Meisterschaft für sich entscheiden.
Beim 24-Stunden-Rennen auf dem Nürburgring im Jahr 2008 konnten die ersten drei Plätze der Klasse durch die beiden Aston-Martin-eigenen N24-Werksfahrzeuge „Rose“ (Fahrgestell CP025) und „Kermit“ (Fahrgestell N24007) sowie durch das N24-Fahrzeug des Kundenteams Gentle Swiss Racing „Barry“ (N240011) erreicht werden.
In der Saison 2010 des GT4-Europacups wurden 8 der 12 Rennen durch V8 Vantage N24 gewonnen. Die für unterschiedliche Teams startenden Fahrer Paul Meijer und Michael Mallock belegten auch die beiden ersten Plätze in der Meisterschaft.

#### VLN Langstreckenmeisterschaft Nürburgring – Klassenergebnisse SP10
Aufgeführt sind die Ergebnisse des Aston Martin V8 Vantage in der Klasse SP10 seit ihrer Neueinführung als Klasse für GT4-Fahrzeuge 2009 in der VLN Langstreckenmeisterschaft Nürburgring.
Von 2009 bis 2014 erzielte der Aston Martin V8 Vantage in 56 Rennen 33 Klassensiege, also eine Siegquote von 59 Prozent. Die erfolgreichsten Saisonen waren 2011 und 2012 mit absolut gesehen jeweils sieben Klassensiegen bzw. relativ gesehen 2012 mit einer Siegquote von 78 Prozent. Vom 5. Rennen der Saison 2010 bis zum 4. Rennen der Saison 2011 gelangen dem Aston Martin V8 Vantage 10 Klassensiege in Folge.
Im Zeitraum von 2009 bis 2014 starteten pro Rennen durchschnittlich 2,8 Aston Martin V8 Vantage in der Klasse SP10. Der Anteil an allen gestarteten Fahrzeugen in der Klasse SP10 lag im gleichen Zeitraum bei 48 Prozent. Den Spitzenwert markierte die Saison 2014 mit einem Anteil von 70 Prozent.
In der Saison 2009 lag die Siegquote unter dem Anteil der gestarteten Aston Martin V8 Vantage, in den Saisonen 2010, 2011 und 2012 darüber. 2013 und 2014 lag die Siegquote etwa in Höhe des Anteils der gestarteten Aston Martin V8 Vantage.
| Saison |         | Rennen | Rennen | Rennen | Rennen | Rennen | Rennen | Rennen | Rennen | Rennen | Rennen |
| Saison | 1       | 2      | 3      | 4      | 5      | 6      | 7      | 8      | 9      | 10     |        |
| ------ | ------- | ------ | ------ | ------ | ------ | ------ | ------ | ------ | ------ | ------ | ------ |
| 2009   | Platz   | 2      | 1      | 2      | 2      | 2      | –      | 2      | 2      | –      | 1      |
| 2009   | Aston   | 2      | 3      | 3      | 1      | 1      | 0      | 3      | 1      | 1      | 1      |
| 2009   | Starter | 3      | 5      | 4      | 3      | 2      | 0      | 4      | 2      | 3      | 2      |
| 2009   | Quelle  | [ 14 ] | [ 15 ] | [ 16 ] | [ 17 ] | [ 18 ] | [ 19 ] | [ 20 ] | [ 21 ] | [ 22 ] | [ 23 ] |
| 2010   | Platz   | 2      | 2      | 2      | 2      | 1      | 1      | 1      | 1      | 1      | 1      |
| 2010   | Aston   | 1      | 3      | 3      | 1      | 2      | 2      | 2      | 2      | 2      | 2      |
| 2010   | Starter | 3      | 5      | 7      | 2      | 3      | 4      | 3      | 5      | 5      | 6      |
| 2010   | Quelle  | [ 24 ] | [ 25 ] | [ 26 ] | [ 27 ] | [ 28 ] | [ 29 ] | [ 30 ] | [ 31 ] | [ 32 ] | [ 33 ] |
| 2011   | Platz   | 1      | 1      | 1      | 1      | 2      | 1      | 1      | 2      | 2      | 1      |
| 2011   | Aston   | 1      | 1      | 2      | 2      | 3      | 2      | 2      | 2      | 2      | 3      |
| 2011   | Starter | 7      | 7      | 5      | 8      | 5      | 5      | 6      | 4      | 5      | 7      |
| 2011   | Quelle  | [ 34 ] | [ 35 ] | [ 36 ] | [ 37 ] | [ 38 ] | [ 39 ] | [ 40 ] | [ 41 ] | [ 42 ] | [ 43 ] |
| 2012   | Platz   | 1      | 1      | 2      | 1      | 1      | 1      | 1      | 1      | 3      | X      |
| 2012   | Aston   | 5      | 3      | 3      | 3      | 2      | 3      | 3      | 4      | 4      | X      |
| 2012   | Starter | 12     | 8      | 12     | 8      | 6      | 8      | 8      | 11     | 6      | X      |
| 2012   | Quelle  | [ 44 ] | [ 45 ] | [ 46 ] | [ 47 ] | [ 48 ] | [ 49 ] | [ 50 ] | [ 51 ] | [ 52 ] | X      |
| 2013   | Platz   | X      | 1      | 1      | 1      | 2      | 1      | 2      | 1      | 3      | 2      |
| 2013   | Aston   | X      | 4      | 5      | 4      | 5      | 6      | 4      | 5      | 2      | 3      |
| 2013   | Starter | X      | 10     | 12     | 8      | 7      | 9      | 6      | 7      | 5      | 5      |
| 2013   | Quelle  | X      | [ 53 ] | [ 54 ] | [ 55 ] | [ 56 ] | [ 57 ] | [ 58 ] | [ 59 ] | [ 60 ] | [ 61 ] |
| 2014   | Platz   | 3      | 2      | 1      | 2      | 1      | 1      | 1      | X      | 1      | 1      |
| 2014   | Aston   | 3      | 3      | 3      | 4      | 3      | 4      | 5      | X      | 4      | 3      |
| 2014   | Starter | 5      | 5      | 7      | 5      | 3      | 5      | 6      | X      | 5      | 5      |
| 2014   | Quelle  | [ 62 ] | [ 63 ] | [ 64 ] | [ 65 ] | [ 66 ] | [ 67 ] | [ 68 ] | X      | [ 69 ] | [ 70 ] |

| Saison        | Siege in Klasse SP10 | Siege in Klasse SP10 | Gestartete Aston in Klasse SP10 | Gestartete Aston in Klasse SP10 |
| Saison        | Anzahl               | Anteil (in %)        | Durchschn. Anzahl               | Anteil (in %)                   |
| ------------- | -------------------- | -------------------- | ------------------------------- | ------------------------------- |
| 2009          | 2                    | 22                   | 1,6                             | 57                              |
| 2010          | 6                    | 60                   | 2,0                             | 47                              |
| 2011          | 7                    | 70                   | 2,0                             | 34                              |
| 2012          | 7                    | 78                   | 3,3                             | 38                              |
| 2013          | 5                    | 56                   | 4,2                             | 55                              |
| 2014          | 6                    | 67                   | 3,6                             | 70                              |
| Summe 2009–14 | 33                   | 59                   | 2,8                             | 48                              |

Legende:
- Platz: Platzierung des bestplatzierten Aston Martin V8 Vantage in der Klasse SP10.
- Aston: Anzahl der gestarteten Aston Martin V8 Vantage in der Klasse SP10.
- Starter: Anzahl aller gestarteten Fahrzeuge in der Klasse SP10.
- X: Rennen abgesagt oder abgebrochen.

#### 24-Stunden-Rennen auf dem Nürburgring – Klassenergebnisse SP10
Aufgeführt sind die Ergebnisse des Aston Martin V8 Vantage in der Klasse SP10 (seit ihrer Neueinführung als Klasse für GT4-Fahrzeuge 2009) beim 24-Stunden-Rennen auf dem Nürburgring.
Von 2009 bis 2014 erzielte der Aston Martin V8 Vantage in sechs Rennen zwei Klassensiege, also eine Siegquote von 33 Prozent.
Im Zeitraum von 2009 bis 2014 starteten pro Rennen durchschnittlich 3,8 Aston Martin V8 Vantage in der Klasse SP10. Der Anteil an allen gestarteten Fahrzeugen in der Klasse SP10 lag im gleichen Zeitraum bei 44 Prozent. Den Spitzenwert markierte das Rennen 2009 mit einem Anteil von 67 Prozent.
Die höchste Anzahl an absolvierten Runden pro Rennen im Zeitraum von 2009 bis 2014 beträgt 138. Sie wurde 2012 vom Bewerber Team Mathol Racing e. V. erreicht.
| Jahr | Nr. | Bewerber                                 | Fahrer                                                                      | Platz | Runden | Starter | Quelle |
| ---- | --- | ---------------------------------------- | --------------------------------------------------------------------------- | ----- | ------ | ------- | ------ |
| 2009 | 8   |                                          | Wolfgang Schuhbauer, Shinichi Katsura, Horst von Saurma-Jeltsch, Ulrich Bez | 2     | 132    | 6       | [ 71 ] |
| 2009 | 9   |                                          | Alexander Kolb, Richard Karner, Maximilian Werndl, Olaf Hoppelshäuser       | 1     | 134    | 6       | [ 71 ] |
| 2009 | 20  |                                          | Arnold Herreman, Kurt Dujardyn, Anton Gohnissen, Jean-Paul Herreman         | 4     | 127    | 6       | [ 71 ] |
| 2009 | 72  |                                          | Fredy Barth, Manuel Lauck, Adam Osieka, Nicole Lüttecke                     | –     | 38     | 6       | [ 71 ] |
| 2010 | 59  | Gentle Swiss Racing                      | Joe Schmitz, Marcel Belka, Einar Thorsen, Martin Wachter                    | 4     | 130    | 8       | [ 72 ] |
| 2010 | 60  |                                          | Eberhard Baunach, Oliver Louisoder, Heiko Ostmann, Chris Bauer              | 5     | 122    | 8       | [ 72 ] |
| 2010 | 61  |                                          | Wolfgang Weber, Rickard Nilsson, Norbert Bermes, Uwe Nittel                 | 1     | 137    | 8       | [ 72 ] |
| 2010 | 67  |                                          | Mark Griffiths, Stephen Borness, Robert Rubis, Richard Shaw                 | –     | 77     | 8       | [ 72 ] |
| 2011 | 6   |                                          | Darren Turner, Shinichi Katsura, Robert Scott Thomson, Jürgen Stumpf        | 5     | 122    | 9       | [ 73 ] |
| 2011 | 62  | Team Mathol Racing e. V.                 | Wolfgang Weber, Rickard Nilsson, Norbert Bermes, Uwe Nittel                 | –     | 131    | 9       | [ 73 ] |
| 2011 | 75  |                                          | Karl Pflanz, Peter Venn, Oliver Bliss, Jörg Sandek                          | 7     | 96     | 9       | [ 73 ] |
| 2012 | 55  |                                          | Jochen Hudelmaier, Sergio Negroni, Dieter Svepes, Oliver Freymuth           | –     | 70     | 13      | [ 74 ] |
| 2012 | 60  |                                          | Victor Rice, Shane Lewis, Karl Pflanz, Kim Hauschild                        | 6     | 133    | 13      | [ 74 ] |
| 2012 | 61  | Team Mathol Racing e. V.                 | Wolfgang Weber, Norbert Bermes, Marcel Belka, Nico Verdonck                 | 2     | 138    | 13      | [ 74 ] |
| 2012 | 62  | AVIA Racing Team Bratke                  | Scott Preacher, Armin Dobernik, Jo von Muschwitz, Armin Zumtobel            | –     | 1      | 13      | [ 74 ] |
| 2012 | 64  |                                          | Alejandro Chahwan, Jose Manuel Balbiani, Ruben Salerno, Juan Manuel Silva   | –     | 79     | 13      | [ 74 ] |
| 2013 | 60  | Team Mathol Racing e. V.                 | Wolfgang Weber, Norbert Bermes, Rickard Nilsson, Marcel Belka               | –     | 4      | 9       | [ 75 ] |
| 2013 | 61  | Hemopharm racing Team Bratke             | Oliver Louisoder, Uwe Legermann, Scott Preacher, Thomas Heinrich            | 3     | 55     | 9       | [ 75 ] |
| 2013 | 62  | Rheydter Club f. Motorsport e. V. i. DMV | Stefan Kenntemich, Michael Pflüger, Olivier Muytjens, Donald Molenaar       | 2     | 70     | 9       | [ 75 ] |
| 2014 | 89  |                                          | Dmitriy Lukovnikov, Andrei Sidorenko, Michael Czyborra, Michael Heimrich    | 3     | 125    | 7       | [ 76 ] |
| 2014 | 94  | Team Mathol Racing e. V.                 | Wolfgang Weber, Norbert Bermes, Uwe Nittel, Robert Thomson                  | –     | 124    | 7       | [ 76 ] |
| 2014 | 95  | STADAvita Racing Team                    | Scott Preacher, Hendrik Still, Oliver Louisoder, Markus Lungstrass          | –     | 96     | 7       | [ 76 ] |
| 2014 | 100 | Aston Martin Test Centre                 | Chris Harris, Richard Meaden, Oliver Mathai, Andreas Gülden                 | 2     | 137    | 7       | [ 76 ] |

### GT3

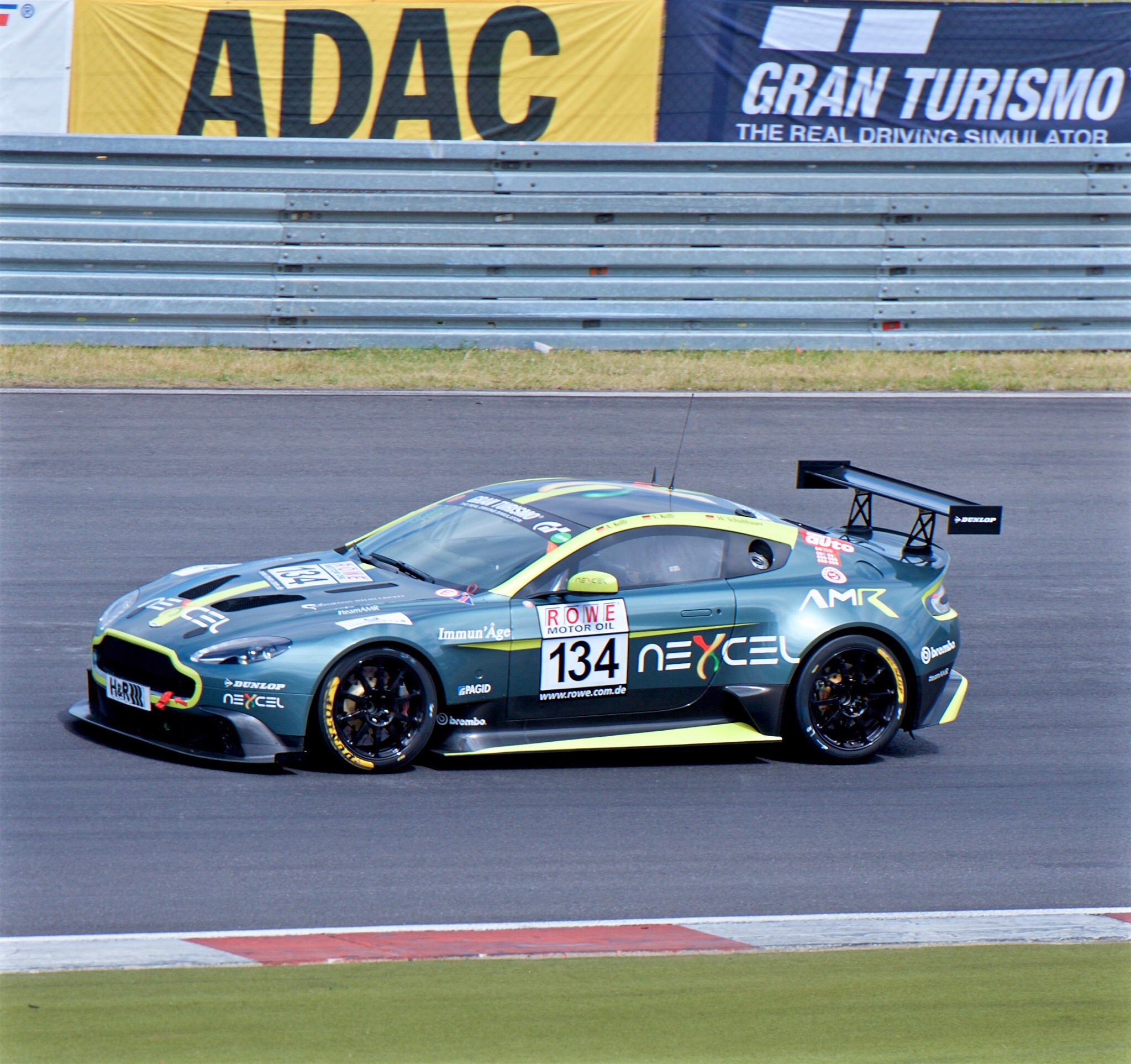
Aston Martin GT8 Werksrennwagen bei der VLN-Serie 3 am 24. Juni 2017 am Nürburgring (Fahrer Alexander Kolb)

Auf Basis des V12 Vantage wurde 2012 eine Rennversion für GT3-Rennen vorgestellt. Der V12 Vantage GT3 soll damit den DBRS9 ersetzen, der seit 2005 bei Rennen eingesetzt wird.

### GT2

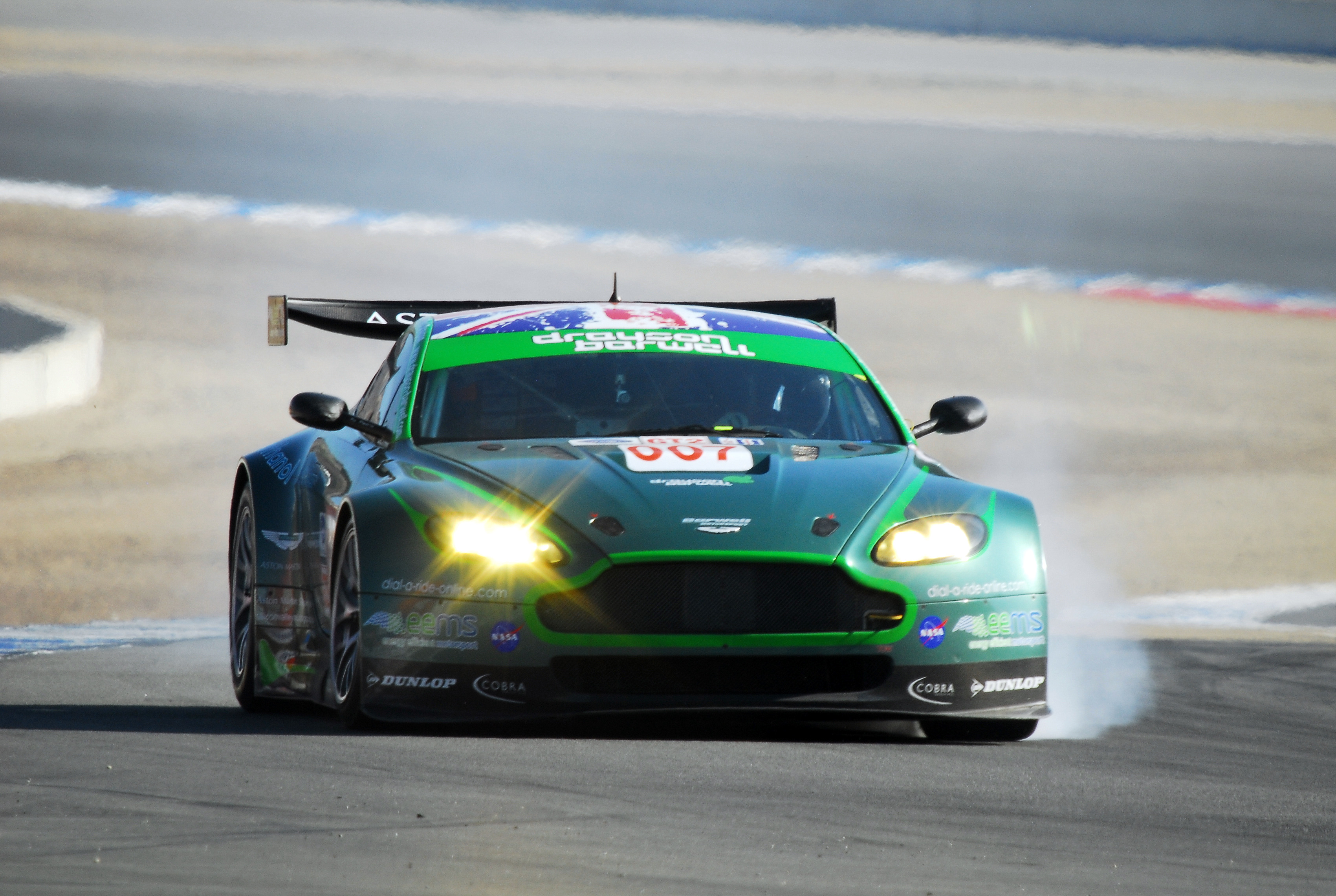
Vantage GT2 auf dem Laguna Seca Raceway

Nach der Vorstellung des GT4-Fahrzeugs nannte Aston Martin im Jahr 2008 bei den Vortests der FIA GT-Meisterschaft und der Le Mans Series jeweils einen Wagen nach technischem Reglement der Gruppe GT2. Mit James Watt Automotive und Drayson-Barwell fuhren im Anschluss an die Tests jeweils ein V8 Vantage GT2 in der Le Mans Series und der American Le Mans Series. Das Engagement bei JWA wurde aber bereits vor dem ersten 1000-km-Rennen abgebrochen, obwohl der Wagen am Training teilnahm. Erst beim letzten Meisterschaftslauf in Silverstone gaben Alan van der Merwe, Tim Sugden und Michael Outzen das Renndebüt in der europäischen Langstreckenserie. Der Wagen von Jonathan Cocker und Paul Drayson indes nahm ab dem Meisterschaftslauf auf dem Stadtkurs von Long Beach an der kompletten Saison der American Le Mans Series teil und beendete alle Läufe im Mittelfeld seiner Klasse. Im Oktober übernahm Aston Martin Racing zwei Einsätze im bislang erfolglosen GT2. Da das Fahrzeug noch keine Homologation der FIA besaß, mussten Stefan Mücke und Tomáš Enge in der dafür vorgesehenen G2-Kategorie starten. Da sie in der Klasse lediglich gegen einen älteren Gillet Vertigo antraten, siegte das Duo in Nogaro und Zolder, blieb jedoch hinter den übrigen GT2-Fahrzeugen zurück.
Für die Saison 2009 wechselte Drayson mit dem Vantage in die Le Mans Series. Nach einigen Mittelfeldplatzierungen zu Beginn des Jahres fiel der Wagen bei dem zusätzlich gefahrenen 24-Stunden-Rennen von Le Mans aus. Danach konnte Teameigner Drayson keine Zielankunft mehr verbuchen. James Watt verkaufte seinen Wagen nach Asien. Dort wurde das Fahrzeug Ende 2009 bei den beiden Läufen der Asian Le Mans Series eingesetzt, bildete jedoch lediglich das Schlusslicht der GT2. In der FIA GT-Meisterschaft übernahm Hexis den Wagen des Werksteams und erreichte mit Frédéric Makowiecki und Stefan Mücke beim Meisterschaftslauf in Oschersleben die erste Podiumsplatzierung in der GT2-Klasse.

## Technische Daten
|                            | V8 Vantage Coupé           | V8 Vantage Roadster        | V8 Vantage N400            | V8 Vantage Coupé           | V8 Vantage Roadster        | V8 Vantage S Coupé         | V8 Vantage S Roadster      | V8 Vantage AMR             | Vantage GT8                | V12 Vantage Coupé          | V12 Vantage S Coupé        | V12 Vantage S Roadster     | Vantage GT12               | V12 Vantage AMR            |
| Bauzeitraum                | 2005–2008                  | 2007–2008                  | 2007                       | 2008–2016                  | 2008–2016                  | 2011–2017                  | 2011–2017                  | 2017                       | 2016–2017                  | 2009–2013                  | 2013–2017                  | 2014–2017                  | 2015–2017                  | 2017                       |
| Motorkenndaten             |                            |                            |                            |                            |                            |                            |                            |                            |                            |                            |                            |                            |                            |                            |
| Zylinder/Motorbauart       | Achtzylinder-V-Motor       | Achtzylinder-V-Motor       | Achtzylinder-V-Motor       | Achtzylinder-V-Motor       | Achtzylinder-V-Motor       | Achtzylinder-V-Motor       | Achtzylinder-V-Motor       | Achtzylinder-V-Motor       | Achtzylinder-V-Motor       | Zwölfzylinder-V-Motor      | Zwölfzylinder-V-Motor      | Zwölfzylinder-V-Motor      | Zwölfzylinder-V-Motor      | Zwölfzylinder-V-Motor      |
| Ventile                    | 32                         | 32                         | 32                         | 32                         | 32                         | 32                         | 32                         | 32                         | 32                         | 48                         | 48                         | 48                         | 48                         | 48                         |
| Hubraum                    | 4280 cm³                   | 4280 cm³                   | 4280 cm³                   | 4735 cm³                   | 4735 cm³                   | 4735 cm³                   | 4735 cm³                   | 4735 cm³                   | 4735 cm³                   | 5935 cm³                   | 5935 cm³                   | 5935 cm³                   | 5935 cm³                   | 5935 cm³                   |
| Bohrung × Hub              | 89,0 mm × 86,0 mm          | 89,0 mm × 86,0 mm          | 89,0 mm × 86,0 mm          | 91,0 mm × 91,0 mm          | 91,0 mm × 91,0 mm          | 91,0 mm × 91,0 mm          | 91,0 mm × 91,0 mm          | 91,0 mm × 91,0 mm          | 91,0 mm × 91,0 mm          |                            |                            |                            |                            |                            |
| Leistung bei min−1         | 283 kW (385 PS) / 7000     | 283 kW (385 PS) / 7000     | 298 kW (405 PS) / 7300     | 313 kW (426 PS) / 7000     | 313 kW (426 PS) / 7000     | 321 kW (436 PS) / 7200     | 321 kW (436 PS) / 7200     | 320 kW (436 PS) / 7300     | 328 kW (446 PS) / 7200     | 380 kW (517 PS) / 6500     | 421 kW (573 PS) / 6750     | 421 kW (573 PS) / 6750     | 441 kW (600 PS) / 6750     | 444 kW (603 PS) / 7000     |
| Drehmoment bei min−1       | 410 Nm / 5000              | 410 Nm / 5000              | 420 Nm / 5000              | 470 Nm / 5750              | 470 Nm / 5750              | 490 Nm / 5000              | 490 Nm / 5000              | 490 Nm / 5000              | 490 Nm                     | 570 Nm / 5750              | 620 Nm / 5750              | 620 Nm / 5750              | 625 Nm                     | 630 Nm / 5550              |
| Kraftübertragung           |                            |                            |                            |                            |                            |                            |                            |                            |                            |                            |                            |                            |                            |                            |
| Antrieb                    | Transaxle-Hinterradantrieb | Transaxle-Hinterradantrieb | Transaxle-Hinterradantrieb | Transaxle-Hinterradantrieb | Transaxle-Hinterradantrieb | Transaxle-Hinterradantrieb | Transaxle-Hinterradantrieb | Transaxle-Hinterradantrieb | Transaxle-Hinterradantrieb | Transaxle-Hinterradantrieb | Transaxle-Hinterradantrieb | Transaxle-Hinterradantrieb | Transaxle-Hinterradantrieb | Transaxle-Hinterradantrieb |
| Getriebe                   | 6-Gang-Getriebe            | 6-Gang-Getriebe            | 6-Gang-Getriebe            | 6-Gang-Getriebe            | 6-Gang-Getriebe            | 6-Gang-Getriebe            | 6-Gang-Getriebe            | 6-Gang-Getriebe            | 6-Gang-Getriebe            | 6-Gang-Getriebe            | 7-Gang-Getriebe            | 7-Gang-Getriebe            | 7-Stufen-Automatik         | 7-Gang-Getriebe            |
| Getriebe optional          | 6-Stufen-Automatik         | 6-Stufen-Automatik         | 6-Stufen-Automatik         | 6-Stufen-Automatik         | 6-Stufen-Automatik         | 6-Stufen-Automatik         | 6-Stufen-Automatik         | 6-Stufen-Automatik         | 7-Stufen-Automatik         | 6-Stufen-Automatik         | 7-Stufen-Automatik         | 7-Stufen-Automatik         | —                          | —                          |
| Messwerte                  |                            |                            |                            |                            |                            |                            |                            |                            |                            |                            |                            |                            |                            |                            |
| Leergewicht                | 1570 kg                    | 1710 kg                    | 1630 kg                    | 1630 kg                    | 1710 kg                    | 1610 kg                    | 1690 kg                    | 1610 kg                    | 1510 kg                    | 1680 kg                    | 1665 kg                    | 1745 kg                    | 1565 kg                    | 1645 kg                    |
| Tankinhalt                 | 77 l                       | 77 l                       | 77 l                       | 80 l                       | 80 l                       | 80 l                       | 80 l                       | 80 l                       | 80 l                       | 80 l                       | 80 l                       | 80 l                       | 80 l                       | 80 l                       |
| EU-Normverbrauch/100 km    | 17,2 l                     | 15,0 l                     | 15,0 l                     | 13,8 l (12,9 l) (1)        | 13,8 l (12,9 l) (1)        | 13,8 l (12,8 l) (1)        | 13,8 l (12,8 l) (1)        | 13,8 l (12,8 l) (1)        |                            | 16,3 l                     | 14,7 l                     | 14,7 l                     |                            | 14,7 l                     |
| Treibstoff                 | Super                      | Super                      | Super plus                 | Super plus                 | Super plus                 | Super plus                 | Super plus                 | Super plus                 | Super plus                 | Super plus                 | Super plus                 | Super plus                 | Super plus                 | Super plus                 |
| Beschleunigung 0–100 km/h  | 5,0 s                      | 5,0 s                      | 5,0 s                      | 4,9 s                      | 4,9 s                      | 4,6 s                      | 4,6 s                      | 4,8 s                      | 4,4 s                      | 4,2 s                      | 3,7 s                      | 3,9 s                      | 3,7 s                      | 3,7 s                      |
| Höchstgeschwindigkeit vmax | 280 km/h                   | 280 km/h                   | 285 km/h                   | 290 km/h                   | 290 km/h                   | 305 km/h                   | 305 km/h                   | 305 km/h                   | 306 km/h                   | 305 km/h                   | 330 km/h                   | 323 km/h                   | >300 km/h                  | 330 km/h                   |